# Ракетный двигатель
Ракетный двигатель — реактивный двигатель, не использующий для своей работы из окружающей среды ни энергию, ни рабочее тело. Таким образом, РД — установка, имеющая источник энергий и запас рабочего тела и предназначенная для получения тяги путем преобразования любого вида энергий в кинетическую энергию рабочего тела. Ракетный двигатель — единственный практически освоенный способ вывода полезной нагрузки на орбиту вокруг Земли.
Сила тяги в ракетном двигателе возникает в результате преобразования исходной энергии в кинетическую энергию реактивной струи рабочего тела. В зависимости от вида энергии, преобразующейся в кинетическую энергию реактивной струи, различают химические ракетные двигатели, ядерные ракетные двигатели и электрические ракетные двигатели.
Характеристикой эффективности ракетного двигателя является удельный импульс (в двигателестроении применяют несколько другую характеристику — удельная тяга) — отношение количества движения, получаемого ракетным двигателем, к массе израсходованного рабочего тела. Удельный импульс имеет размерность м/c, то есть размерность скорости. Для ракетного двигателя, работающего на расчетном режиме (при равенстве давления окружающей среды и давления газов на срезе сопла), удельный импульс численно равен скорости истечения рабочего тела из сопла.

## Химические ракетные двигатели
Наиболее распространены химические ракетные двигатели, в которых, в результате экзотермической химической реакции горючего и окислителя (вместе именуемых топливом), продукты сгорания нагреваются в камере сгорания до высоких температур, расширяясь, разгоняются в сверхзвуковом сопле и истекают из двигателя. Топливо химического ракетного двигателя является источником как тепловой энергии, так и газообразного рабочего тела, при расширении которого его внутренняя энергия преобразуется в кинетическую энергию реактивной струи.
В твердотопливном двигателе (РДТТ) горючее и окислитель хранятся в форме смеси твёрдых веществ, а топливная ёмкость одновременно выполняет функции камеры сгорания. Твердотопливный двигатель и ракета, оборудованная им, конструктивно устроены гораздо проще всех других типов ракетных двигателей и соответствующих ракет, а потому они надёжны, дёшевы в производстве, не требуют больших трудозатрат при хранении и транспортировке, время подготовки их к пуску минимально. Поэтому в настоящее время они вытесняют другие типы ракетных двигателей из области военного применения. Вместе с тем, твёрдое топливо энергетически менее эффективно, чем жидкое. Удельный импульс твердотопливных двигателей составляет 2000 — 3000 м/с. Тяга — свыше 1300 тс (ускоритель Спейс Шаттла).
В жидкостных ракетных двигателях (ЖРД) горючее и окислитель пребывают в жидком агрегатном состоянии. Они подаются в камеру сгорания с помощью турбонасосной или вытеснительной систем подач. Жидкостные ракетные двигатели допускают регулирование тяги в широких пределах, и многократное включение и выключение, что особенно важно при маневрировании в космическом пространстве. Удельный импульс ЖРД достигает 4500 м/c. Тяга — свыше 800 тс (РД-170). По совокупности этих свойств ЖРД предпочтительны в качестве маршевых двигателей ракет-носителей космических аппаратов, и маневровых двигателей КА.
В качестве пары горючее + окислитель могут использоваться различные компоненты. В современных криогенных двигателях используется пара жидкий кислород + жидкий водород (наиболее эффективные компоненты для ЖРД). Другой группой компонентов являются самовоспламеняющиеся при контакте друг с другом, пример такой схемы — азотный тетраоксид + несимметричный диметилгидразин. Довольно часто применяется пара жидкий кислород + керосин. Существенно соотношение компонентов: на 1 часть горючего может подаваться от 1 части окислителя (топливная пара кислород + гидразин) до 5 и даже 19 частей окислителя (топливные пары азотная кислота + керосин и фтор + водород соответственно).
Обладая сравнительно невысоким удельным импульсом (в сравнении с электрическими ракетными двигателями), химические ракетные двигатели позволяют развивать большую тягу, что особенно важно при создании средств выведения полезной нагрузки на орбиту или для осуществления межпланетных полётов в относительно короткие сроки.
На конец второго десятилетия XXI в. все, без исключения, ракетные двигатели, применяемые в ракетах военного назначения, и все, без исключения, двигатели ракет-носителей космических аппаратов — химические.
На 2013 год, для химических ракетных двигателей практически достигнут предел энергетических возможностей топлива, и поэтому теоретически не предвидится возможность существенного увеличения их удельного импульса, а это ограничивает возможности ракетной техники, базирующейся на использовании химических двигателей, уже освоенными двумя направлениями:
1. Космические полёты в околоземном пространстве (как пилотируемые, так и беспилотные).
2. Исследование космоса в пределах Солнечной системы с помощью автоматических аппаратов (космические аппараты серий «Венера» и «Марс», Вояджер, Галилео, Кассини-Гюйгенс, Улисс).

Если кратковременная пилотируемая экспедиция к Марсу или Венере с использованием химических двигателей ещё представляется возможной (хотя существуют сомнения в целесообразности такого рода полётов), то для путешествия к более далёким объектам Солнечной системы размеры необходимой для этого ракеты и длительность полёта выглядят нереалистично.
Для ряда случаев выгодно применять гибридные ракетные двигатели, в котором один компонент ракетного топлива хранится в твёрдом состоянии, а другой (как правило — окислитель) — в жидком. Такие двигатели обладают меньшей стоимостью, чем жидкостные, более надёжны. В отличие от твердотопливных, допускают многократное включение. При длительном хранении заряда его характеристики ухудшаются незначительно.

## Ядерные ракетные двигатели
Ядерный ракетный двигатель — реактивный двигатель, рабочее тело в котором (например, водород, аммиак и др.) нагревается за счет энергии, выделяющейся при ядерных реакциях (распада или термоядерного синтеза). Различают радиоизотопные, ядерные и термоядерные ракетные двигатели. Ядерное топливо применяют только в крылатых ракетах.
Ядерные ракетные двигатели позволяют достичь значительно более высокого (по сравнению с химическими ракетными двигателями) значения удельного импульса благодаря большой скорости истечения рабочего тела (от 8 000 м/с до 50 км/с и более). Вместе с тем, общая тяга ЯРД может быть сравнима с тягой химических ракетных двигателей, что создает предпосылки для замены в будущем химических ракетных двигателей ядерными.
Основной проблемой при использовании ЯРД является радиоактивное загрязнение окружающей среды факелом выхлопа двигателя, что затрудняет использование ЯРД (кроме, возможно, газофазных — см. ниже), на ступенях ракет-носителей, работающих в пределах земной атмосферы.
Впрочем, конструктивно совершенный ГФЯРД, исходя из его расчётных тяговых характеристик, может легко решить проблему создания полностью многоразовой одноступенчатой ракеты-носителя.
ЯРД по агрегатному состоянию ядерного топлива в них подразделяются на твёрдо, жидко- и газофазные. В твёрдофазных ЯРД делящееся вещество, как и в обычных ядерных реакторах, размещено в сборках-стержнях (ТВЭЛах) сложной формы с развитой поверхностью, что позволяет эффективно нагревать (лучистой энергией в данном случае можно пренебречь) газообразное рабочее тело (РТ) (обычно — водород, реже — аммиак), одновременно являющееся теплоносителем, охлаждающим элементы конструкции и сами сборки. Температура РТ ограничена максимальной допустимой температурой элементов конструкции (не более 3 000 °К), что ограничивает скорость истечения. Удельный импульс твердофазного ЯРД, по современным оценкам, составит 8000—9000 м/с, что более, чем вдвое превышает показатели наиболее совершенных химических ракетных двигателей. Такие ядерные ракетные двигатели были созданы и успешно испытаны на стендах (программа NERVA в США, ядерный ракетный двигатель РД-0410 в СССР).
Жидкофазные ЯРД являются более эффективными: ядерное топливо в их активной зоне находится в виде расплава, и, соответственно, тяговые параметры таких двигателей выше (удельный импульс может достигать величин порядка 15 000 м/с).
В газофазных ЯРД (ГФЯРД) делящееся вещество (например, уран), также как и рабочее тело, находится в газообразном состоянии и удерживается в рабочей зоне электромагнитным полем (один из многих предложенных вариантов конструкции). Существует также конструкция ГФЯРД, в которой ядерное топливо (раскалённый урановый газ или плазма) заключено в термоустойчивую оптически прозрачную капсулу, т. н. ядерную лампу (light bulb) и таким образом полностью изолировано от омывающего «лампу» потока рабочего тела, вследствие чего нагрев последнего происходит за счет излучения «лампы». В некоторых разработках для материала ядерной лампы предлагалось использовать искусственный сапфир или подобные материалы. В случае же удержания ядерной плазмы электромагнитным полем существует небольшая утечка делящегося вещества во внешнюю среду и в конструкции предусмотрена подача ядерного топлива в активную зону для восполнения его количества.
Строго говоря, в случае газофазного ЯРД лишь часть активной зоны должна находиться в газообразном состоянии, так как периферийные части активной зоны могут, за счёт предварительного контактного подогрева водорода, выделять до 25 % нейтронной мощности и обеспечивать критическую конфигурацию активной зоны при относительно небольшом размере собственно газообразного ТВЭЛа. Использование, например, бериллиевого, также охлаждаемого, вытеснителя нейтронов, позволяет повысить концентрацию нейтронов в нейтронодефицитном газофазном ТВЭЛе, в 2—2,5 раза, по сравнению с показателем для твердофазной части зоны. Без такого «трюка» размеры газофазного ЯРД стали бы неприемлемо большими, так как для достижения критичности газофазный ТВЭЛ должен иметь очень большой размер, из-за низкой плотности высокотемпературного газа.
Рабочее тело (водород) содержит частицы углерода для эффективного нагрева за счёт поглощения лучистой энергии. Термостойкость элементов конструкции в ЯРД этого типа не является сдерживающим фактором, поэтому скорость истечения рабочего тела может превышать 30 000 м/с (удельный импульс порядка 3000 с.) при температуре рабочего тела на выходе из сопла до 12 000 К.
В качестве ядерного топлива для ГФЯРД предлагается, в частности, уран-233.
Существуют варианты ГФЯРД закрытой (в том числе с «ядерной лампой») и открытой схемы (с частичным смешением ядерного топлива и рабочего тела).
Считается, что газофазные ЯРД могут быть использованы в качестве двигателей первой ступени, несмотря на утечку делящегося вещества. В случае же использования закрытой схемы ГФЯРД с «ядерной лампой» факел тяги двигателя может иметь относительно невысокую радиоактивность.
Первые исследования в области ЯРД были начаты еще в 1950-х годах. В Советском Союзе и в США твердофазные ЯРД активно испытывались в 70-х годах. Так, реактор «NERVA» был готов к использованию в качестве двигателя третьей ступени ракеты-носителя «Сатурн V», (см. Сатурн C-5N) однако лунную программу к этому времени закрыли, а других задач для этих РН не было. В СССР к концу 70-х годов был создан и активно проходил испытания на стендовой базе в районе Семипалатинска ядерный ракетный двигатель РД- 0410. Основу этого двигателя с тягой 3,6 т составлял ядерный реактор ИР-100 с топливными элементами из твердого раствора карбида урана и карбида циркония. Температура водорода достигала 3000 К при мощности реактора ~ 170 МВт.
Газофазные ЯРД в настоящий момент находятся на стадии теоретической отработки, однако и в СССР, и в США проводились также и экспериментальные исследования. Ожидается[кем?], что новый толчок к работам над газофазными двигателями дадут результаты эксперимента «Плазменный кристалл», проводившегося на орбитальных космических станциях «Мир» и МКС.
На конец второго десятилетия XXI в. нет ни одного случая практического применения ядерных ракетных двигателей, несмотря на то, что основные технические проблемы создания такого двигателя были решены ещё полвека тому назад. Основным препятствием на пути практического применения ЯРД являются оправданные опасения того, что авария летательного аппарата с ЯРД может создать значительное радиационное загрязнение атмосферы и некоторого участка поверхности Земли, нанеся как прямой вред, так и осложнив геополитическую ситуацию. Вместе с тем очевидно, что дальнейшее развитие космонавтики, приняв масштабный характер, не сможет обойтись без применения схем с ЯРД, так как химические ракетные двигатели уже достигли практического предела своей эффективности и их потенциал развития весьма ограничен, а для создания скоростного, долговременного работающего и экономически оправданного межпланетного транспорта химические двигатели по ряду причин непригодны.

## Электрические ракетные двигатели
В электрических ракетных двигателях (ЭРД) в качестве источника энергии для создания тяги используется электрическая энергия. Удельный импульс электрических ракетных двигателей может достигать 10−210 км/с.
В зависимости от способа преобразования электрической энергии в кинетическую энергию реактивной струи, различают электротермические ракетные двигатели, электростатические (ионные) ракетные двигатели и электромагнитные ракетные двигатели.
Высокие значения удельного импульса ЭРД позволяет ему расходовать (в сравнении с химическими двигателями) малое количество рабочего тела на единицу тяги, но при этом возникает проблема большого количества электроэнергии, необходимой для создания тяги. Мощность, необходимая для создания единицы тяги ракетного двигателя (без учёта потерь), определяется формулой:
Здесь {\displaystyle P} — удельная мощность (ватт/ньютон тяги); {\displaystyle I} — удельный импульс (м/c).
Таким образом, чем выше удельный импульс, тем меньше требуется вещества, и больше — энергии, для создания единицы тяги. Поскольку мощность источников электроэнергии на космических аппаратах весьма ограничена, это ограничивает и тягу, которую могут развить ЭРД. Самым приемлемым для ЭРД источником электроэнергии в космосе в настоящее время являются солнечные батареи, не потребляющие топлива, и обладающие достаточно высокой удельной мощностью (по сравнению с другими источниками электроэнергии).
Низкая тяга (не превышающая единиц ньютонов для самых мощных из современных электрических ракетных двигателей) и неработоспособность в атмосфере, на высотах менее 100 км сужают область применения электрических ракетных двигателей.
В настоящий момент электрические ракетные двигатели применяются в качестве двигателей ориентации и коррекции орбит автоматических космических аппаратов (главным образом, спутников связи) с использованием солнечных батарей в качестве источников энергии. Благодаря высокому удельному импульсу (скорости истечения) расход рабочего тела небольшой, что позволяет обеспечить длительный срок активного существования КА.

## Плазменные ракетные двигатели
Плазменный двигатель — электрический ракетный двигатель, рабочее тело которого приобретает ускорение, находясь в состоянии плазмы.
Плазменные двигатели различной конструкции строились и тестировались начиная с 1960-х годов, однако на начало XXI века существует лишь один проект плазменного двигателя — VASIMR, который реализуется на коммерческой основе: пока двигатель прошел лишь стендовые испытания, разработка продолжается.
Другие типы плазменных двигателей, в частности СПД и ДАС (двигатели с анодным слоем), очень к ним близкие, имеют совершенно другие принципы работы.
Потенциал плазменных двигателей высок, однако, в ближайшем будущем единственным его применением будет корректировка орбиты МКС и других околоземных спутников.

## Фотонные ракетные двигатели
Данный двигатель является гипотетическим. Принцип действия такого двигателя таков: фотоны имеют импульс, а это значит, что при истекании из сопла двигателя свет, являющийся в таком двигателе источником энергии, создаёт реактивную тягу. Космический корабль, оснащённый, таким двигателем, смог бы разогнаться до околосветовых скоростей (свет имеет явление «солнечного ветра», импульс которого зависит от размера «зонтика») совершить полёт к далёким звёздам. Однако создание таких двигателей — дело далёкого будущего. Они не могут быть сконструированы и построены, поскольку многие из проблем в настоящее время нерешаемы даже теоретически.
Всё сказанное конкретное о ракетных двигателях можно свести к одной цели — придать хаотичному характеру кинетической энергии необходимое общее направление.